# Newsweek Champions Cup und der Evert Cup 1999
Der Newsweek Champions Cup und der Evert Cup 1999 waren ein Tennisturnier der WTA Tour 1999 für Damen und ein Tennisturnier der ATP Tour 1999 für Herren, welche zeitgleich vom 5. bis 14. März 1999 in Indian Wells, Kalifornien stattfanden.